# 佩鲁斯
佩鲁斯（法語：Pérouse，法語發音：[peʁuz]）是法国勃艮第-弗朗什-孔泰大区贝尔福地区省的一个市镇，位于该省中部，贝尔福市区以东，属于贝尔福区。

## 地理
佩鲁斯（47°38'13"N, 6°53'26"E）面积4.9 平方千米，位于法国勃艮第-弗朗什-孔泰大區贝尔福地区省，该省份为法国东北部内陆省份，东临上莱茵省，北起孚日省，西接上索恩省，南与杜省和瑞士接壤。
与佩鲁斯接壤的市镇（或旧市镇、城区）包括：代内、贝尔福、贝松库尔、谢夫勒蒙、当茹坦、韦兹卢瓦。

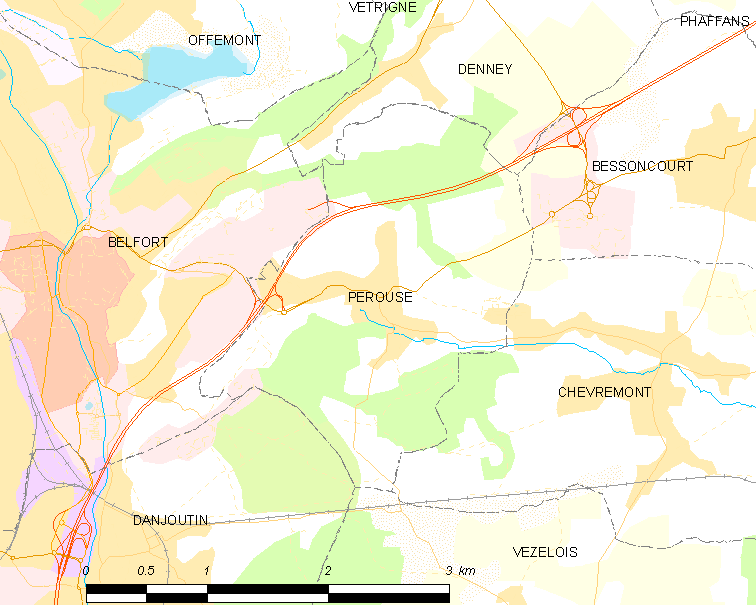
佩鲁斯的OSM定位图

佩鲁斯的时区为UTC+01:00、UTC+02:00（夏令时）。

## 行政
佩鲁斯的邮政编码为90160，INSEE市镇编码为90076。

## 政治
佩鲁斯所属的省级选区为巴维耶县。

## 人口

1962-2008年间佩鲁斯人口变化图示

佩鲁斯于2022年1月1日时的人口数量为1199人。